# Deutscher Herrenklub
Der Deutsche Herrenklub (DHK) war eine Vereinigung von Großgrundbesitzern, Großindustriellen, Bankiers, hohen Ministerialbeamten und anderen Personen des öffentlichen Lebens während der Weimarer Republik. In der Zeit des Nationalsozialismus benannte er sich in Deutscher Klub um.

## Geschichte
Der Klub wurde im November 1924 von Heinrich von Gleichen-Rußwurm und Bodo von Alvensleben gegründet und konstituierte sich am 12. Dezember – fünf Tage nach der Reichstagswahl Dezember 1924 – im Berliner Hotel Bristol, Unter den Linden.
Nach dem Vorbild der großen englischen Klubs der Londoner Gesellschaft sollte er eine politische Vereinigung sein, die unabhängigen Führungskräften aus Wirtschaft, Politik, Geistesleben, Verwaltung und Militär Gelegenheit zum Gedankenaustausch geben sollte. De facto verstand er sich jedoch immer als die „Repräsentanz der konservativen politischen Oberschicht“. Sein erklärtes Ziel war es außerdem, das „Vordringen des Marxismus“ in Deutschland zu verhindern. Dabei „verzichteten die Honoratioren keineswegs auf Radikalität, auf Rechtsbruch, Verschwörungen, Lügen, Gewalt, wenn dies dem Umbau der Republik in einen autoritären Staat diente.[..] Im Herrenclub herrschte weder über die Wirtschaftspolitik noch über das Verhältnis zur NSDAP Einigkeit.“ Alvensleben fungierte formal als Präsident des Herrenklubs. Als dessen treibende Kraft jedoch, sowohl in organisatorischer Hinsicht als auch in Hinblick auf die politischen Aktivitäten, galt der Klubsekretär Gleichen. Unterstützt wurden die beiden von einem Klubdirektorium, dem wechselnde Personen angehörten.
In der zweiten Hälfte der 1920er Jahre entstanden verschiedene regionale Ableger des Herrenklubs wie der Hamburger Nationalklub, die Magdeburger Herrengesellschaft, die Herrengesellschaft Mecklenburg oder die Schlesische Herrengesellschaft.
Der DHK berief sich bei seiner öffentlichen Tätigkeit insbesondere auf die jungkonservativen Ziele, die Arthur Moeller van den Bruck in seinem Buch Das dritte Reich 1923 formuliert hatte, und propagierte diese in öffentlichen Vorträgen in seinen Berliner Räumlichkeiten sowie in seinem offiziellen Organ Der Ring. Mit der Bildung des Präsidialkabinetts von Papen im Mai 1932, dem mit Franz von Papen ein Mitglied des Herrenklubs vorstand, gewann der Klub – der zu dieser Zeit etwa 5.000 Mitglieder zählte – als Papens „Hauptanlaufstelle für politische Anregungen“ einen erheblichen Einfluss auf die deutsche Politik. So wurde etwa mit Wilhelm Freiherr von Gayl ein weiteres prominentes Mitglied des Klubs als Reichsinnenminister in die Reichsregierung berufen.
Adolf Hitler suchte einerseits Kontakte zu den Mitgliedern, attackierte diesen aber auch immer wieder öffentlich, um linke Wähler für sich zu gewinnen. So polemisierte er im Reichstagswahlkampf 1932 gegen die Mitglieder des Herrenklubs: „Ihr redet gegen den Marxismus als Klassenerscheinung und seid selbst die übelste Klassenerscheinung!“
Im Jahr 1933 wurde die Vereinigung in „Deutscher Klub“ umbenannt. Im gleichen Jahr rief sie die Dirksen-Stiftung ins Leben, die Kontakte zwischen den traditionellen Eliten und den Nationalsozialisten fördern sollte. Im Kuratorium der Stiftung saßen NS-Größen wie Heinrich Himmler und Ernst Röhm.
Ausländische Medien meldeten 1934 irrtümlich, dass Gleichen und Alvensleben im Zuge des sogenannten Röhm-Putschs verhaftet oder sogar exekutiert worden seien. Tatsächlich war Alvenslebens jüngerer Bruder, Werner von Alvensleben, am 30. Juni 1934 für einige Tage in Haft genommen worden. Diese umlaufenden Gerüchte veranlassten Gleichen dazu, am 7. Juli 1934 in der Klubzeitschrift Der Ring ein Dementi zu veröffentlichen, in dem er bekannt gab, dass er und Alvensleben gesund seien und sich auf freiem Fuß befänden.
In linksliberalen Kreisen und von einigen antinazistischen Intellektuellen sowie im Ausland wurde der Klub zumeist als ein reaktionärer Zusammenschluss angesehen und sein Wirken als unheilvoll bewertet. So kennzeichnete der Schriftsteller Thomas Mann die führenden Männer des Klubs als „Schrittmacher des Elends“.
Dem Klub gehörten auch Männer wie Ulrich von Hassell, Carl von Jordans und Kurt von Plettenberg an, die später zum konservativen Widerstand gegen Hitler zu rechnen sind. 1944 löste sich der Klub auf.
Am 30. Mai 1946 verfügte die britische Militärregierung in Deutschland mit Verordnung Nr. 31, dass den Mitgliedern bestimmter, in der Verordnung namentlich aufgeführter Organisationen das passive Wahlrecht entzogen werde. Unter den in dieser Verordnung aufgelisteten Organisationen befand sich auch der Deutsche Herrenklub. Das ehemalige Berliner Klubhaus wurde nach 1945 vom Kulturbund zur demokratischen Erneuerung Deutschlands als „Club der Kulturschaffenden Johannes R. Becher“ genutzt.

## Bewertung des Klubs und seiner Bedeutung
Einfluss und Bedeutung des Herrenklubs wurden in der Spätphase der Weimarer Republik und in der Publizistik und Fachliteratur nach dem Zweiten Weltkrieg stark unterschiedlich bewertet: Der Kommunist Albert Norden nannte den Klub in einem Aufsatz von 1946 beispielsweise den "Zirkel der wahren Herren Deutschlands" für die letzten Jahre der Weimarer Republik. Er sei ein "Herd vieler innen- und außenpolitischer Intrigen" gewesen, die zur nationalsozialistischen Machtergreifung und zur Entstehung des Zweiten Weltkriegs "mächtig" beigetragen hätten. Und der Journalist Jakob Stöcker befand in einer Sammlung von biographischen Skizzen zu Persönlichkeiten der 1920er und 1930er Jahre, die Ende der 40er veröffentlicht wurde, dass der Klub, "wie man weiß, einen verhängnisvollen Beitrag zur deutschen Politik geliefert" habe.
Der Gutsbesitzer und Diplomat Fritz Günther von Tschirschky, selbst ehemaliges Mitglied des Herrenklubs und Gründer der schlesischen Herrengesellschaft, der 1935 aufgrund seiner Opposition gegen den NS-Staat in die Emigration fliehen musste, urteilte demgegenüber in seinen Lebenserinnerungen von 1972, dass dem Klub „in der Geschichtsschreibung eine viel zu große Bedeutung beigemessen“ worden sei: „Bis 1932 als das erste Kabinett Papen gebildet wurde, war der breiten Öffentlichkeit vom Herrenklub nichts bekannt. [Und] 1933 verlor er [schon wieder] […] an öffentlichem Interesse.“ „Entscheidenden Einfluss“ auf die Politik, so Tschirschky, habe der Klub, „nie gewinnen können.“
Manfred Schoeps, der die bislang gründlichste wissenschaftliche Studie über den Herrenklub veröffentlicht hat, gelangte in dieser im Jahr 1974 zu dem Fazit, dass der Klub sowohl „von der zeitgenössischen Presse und Publizistik“, als auch von „einem großen Teil der wissenschaftlichen Literatur in seiner Bedeutung weit überschätzt“ worden sei: Er würde in der Literatur zwar ständig erwähnt werden, sei aber in der Sache „in der Wissenschaft ein unbekannter Faktor“ geblieben, „um den sich allerhand dunkle Vermutungen ranken“ würden. Seine starke Präsenz in der zeitgenössischen Presse und der späteren Literatur ergab sich für Schoeps daraus, dass der Klub 1932 aufgrund der Zugehörigkeit einer Reihe von damaligen Regierungsmitgliedern zu ihm „ins politische Rampenlicht geraten“ sei und den Gegnern der Regierung aufgrund seines Stils und Habitus „propagandistische Angriffsflächen“ geboten habe, um die Öffentlichkeit gegen ihn mobilisieren zu können, die insbesondere von den Nationalsozialisten ausgenutzt worden seien.